# Gansu
Gansu, även stavat Kansu, är en provins i nordvästra Kina som gränsar till Inre Mongoliet i norr och av provinsen Qinghai i söder. Provinshuvudstad är Lanzhou.

## Geografi
Norra delen av Gansu hör till det nordkinesiska taffellandet, vars berggrund nästan uteslutande är bildad av stenkolsformationen, men täckt av löss; västra och södra delarna genomdrags av kedjor från
Kunlunbergen. Gula floden flyter genom provinsens södra delar vid Qilianbergen och får där det mesta av sitt vatten. Delar av Gobiöknen går in i Gansu-provinsen. 
Med undantag av den torra nordvästra delen och de högre bergen är Gansu täckt av vackra skogar, betesmarker och åkrar. Provinsen är ovanligt rik på guld-, silver-, koppar- och järnmalm. Många växter som brukas i kinesisk medicin växer i området. BNP per capita är 4 479 renminbi.

## Historia
Fram till någon gång mellan åren 174 till 161 f.Kr. hade folket Yuezhi ett rike i provinsen, men blev då erövrade och bortkörda av Xiongnu.
Området var inledningsvis ett militärguvernement under Xixia-riket och dess namn är en kombination av prefekturerna Ganzhou och Suzhou. Provinsen etablerades först 1286 under Yuandynastin, men införlivades i Shaanxi-provinsen under Mingdynastin. Gansu återupprättades som provins av Qingdynastin på 1660-talet och då ingick även det territorium som idag utgör regionen Ningxia.
År 1920 och 1932 drabbades provinsen av svåra jordbävningar, med 180 000 respektive 70 000 döda som följd.

## Politik
Den politiska makten i Gansu utövas officiellt av provinsen Gansus folkregering, som leds av den regionala folkkongressen och guvernören i provinsen. Dessutom finns det en regional politiskt rådgivande konferens, som motsvarar Kinesiska folkets politiskt rådgivande konferens och främst har ceremoniella funktioner. Provinsens guvernör sedan december 2020 är Ren Zhenhe.
I praktiken utövar dock den regionala avdelningen av Kinas kommunistiska parti den avgörande makten i Gansu och partisekreteraren i regionen har högre rang i partihierarkin än guvernören. Sedan december 2022 heter partisekreteraren Hu Changsheng.

## Administrativ indelning
Gansu är indelat i tolv städer med status som prefektur och två autonoma prefekturer:
| Karta | Nr        | Namn           | Kinesiska               | Pinyin    | Centralort                       | Typ |
| ----- | --------- | -------------- | ----------------------- | --------- | -------------------------------- | --- |
|       |           |                |                         |           |                                  |     |
| 1     | Jiuquan   | 酒泉市         | Jiǔquán shì             | Suzhou    | Stad på prefekturnivå            |     |
| 2     | Jiayuguan | 嘉峪关市       | Jiāyùguān shì           | Jiayuguan | Stad på prefekturnivå            |     |
| 3     | Zhangye   | 张掖市         | Zhāngyè shì             | Ganzhou   | Stad på prefekturnivå            |     |
| 4     | Jinchang  | 金昌市         | Jīnchāng shì            | Jinchuan  | Stad på prefekturnivå            |     |
| 5     | Wuwei     | 武威市         | Wǔwēi shì               | Liangzhou | Stad på prefekturnivå            |     |
| 6     | Baiyin    | 白银市         | Báiyín shì              | Baiyin    | Stad på prefekturnivå            |     |
| 7     | Lanzhou   | 兰州市         | Lánzhōu shì             | Chengguan | Stad på prefekturnivå            |     |
| 8     | Linxia    | 临夏回族自治州 | Línxià huízú zìzhìzhōu  | Linxia    | Autonom prefektur för huikineser |     |
| 9     | Gannan    | 甘南藏族自治州 | Gānnán zāngzú zìzhìzhōu | Hezuo     | Autonom prefektur för tibetaner  |     |
| 10    | Dingxi    | 定西市         | Dìngxī shì              | Anding    | Stad på prefekturnivå            |     |
| 11    | Longnan   | 陇南市         | Lǒngnán shì             | Wudu      | Stad på prefekturnivå            |     |
| 12    | Tianshui  | 天水市         | Tiānshuǐ shì            | Qinzhou   | Stad på prefekturnivå            |     |
| 13    | Pingliang | 平凉市         | Píngliàng shì           | Kongtong  | Stad på prefekturnivå            |     |
| 14    | Qingyang  | 庆阳市         | Qìngyáng shì            | Xifeng    | Stad på prefekturnivå            |     |